# Vincenzo Grossi
Vincenzo Grossi (9. března 1845, Pizzighettone – 7. listopadu 1917, Casalmaggiore) byl italský římskokatolický kněz, zakladatel řeholního institutu Dcery oratoře. Katolická církev jej uctívá jako světce.

## Život
Narodil se dne 9. března 1845 ve městě Pizzighettone jako poslední ze sedmi dětí rodičům Baldassarovi Grossimu a Maddaleně Capelliniové. Ještě téhož dne byl pokřtěn. Již v dětství se rozhodl stát knězem.
Dne 4. listopadu 1864 zahájil své studium na kněžském semináři v Cremoně. Dne 22. května 1869 byl vysvěcen na kněze. Poté působil jako kaplan v Pizzighettone, Sesto ed Uniti a nakonec v Ca de' Soresini. Roku 1873 se stal farářem ve vesnici Regona (část města Seniga) a roku 1883 ve Vicobellignano (část města Casalmaggiore), kde se staral o chudé.
Roku 1885 založil ženský řeholní institut Dcer oratoře. Jeho členky se věnují zejména péči o mládež. Byl také známý pro svou práci s dětmi a pro své kazatelské dovednosti.
Zemřel na peritonitidu dne 7. listopadu 1917 v Casalmaggiore. Jeho ostatky jsou uloženy v mateřském domě jím založeného řeholního institutu v Lodi.

## Úcta
Jeho beatifikační proces byl zahájen dne 2. dubna 1954, čímž obdržel titul služebník Boží. Dne 10. května 1973 jej papež sv. Pavel VI. podepsáním dekretu o jeho hrdinských ctnostech prohlásil za ctihodného. Roku 1975 byl uznán první zázrak na jeho přímluvu, potřebný pro jeho blahořečení.
Blahořečen pak byl dne 1. listopadu 1975 na Svatopetrském náměstí papežem sv. Pavlem VI. Dne 5. května 2015 byl uznán druhý zázrak na jeho přímluvu, potřebný pro jeho svatořečení. Svatořečen pak byl dne 18. října 2015 na Svatopetrském náměstí papežem Františkem.
Jeho památka je připomínána 7. listopadu. Bývá zobrazován v kněžském oděvu. Je patronem jím založeného řeholního institutu.